# 栗田健男
栗田 健男（くりた たけお、1889年（明治22年）4月28日 - 1977年（昭和52年）12月19日）は、日本の海軍軍人。最終階級は海軍中将。海軍兵学校38期卒業。

## 経歴
1889年4月28日、茨城県水戸市で父・栗田勤の次男として生まれる。父は漢学者であり、大日本史編集員も務めた。祖父は東京帝大教授の文学博士栗田寛（藤田東湖、会沢正志斎の弟子）。水戸藩士の家系であり、祖先は清和源氏に連なるというが、元禄時代に水戸に移り油屋を生業とした。父の訓育は水戸の気風を反映し無骨と不言実行をモットーとしたという。青年時代の栗田は学問は出来、頑張りやその上に高い人格を持っていた。
旧制水戸中学校（現在の茨城県立水戸第一高等学校）を経て、1910年7月18日、海軍兵学校を38期生として149名中28番の成績で卒業。少尉候補生として練習航海に出発。1911年12月、海軍少尉に任官し、「龍田 (通報艦)」に乗組。1912年12月、水雷学校普通科学生を拝命。1913年5月、砲術学校普通科学生を拝命。12月、海軍中尉に昇進し、戦艦「薩摩」に乗組。1915年3月、駆逐艦「榊」の分隊士に任命。1915年6月、巡洋艦「磐手」に乗組。1916年10月、佐世保海兵団分隊長に任命。12月、海軍大尉に昇進し、巡洋艦「利根」分隊長の任命。1917年12月、海軍大学校乙種学生を拝命。1918年4月、水雷学校高等科学生を拝命。12月、駆逐艦「峯風」水雷長に任命。1919年6月、第五戦隊参謀に任命。1920年3月、駆逐艦「矢風」水雷長に任命。6月、駆逐艦「羽風」水雷長に任命。12月、時雨 (初代神風型駆逐艦)艦長に任命。1921年8月、追風 (初代神風型駆逐艦)艦長に任命。9月、第四戦隊参謀に任命。11月、水雷学校教官に任命。1922年12月、海軍少佐に昇進。1924年12月、第二号駆逐艦長。1925年12月、駆逐艦「萩」艦長に任命。1926年12月、駆逐艦「浜風」艦長に任命。1927年12月、海軍中佐に昇進し、駆逐艦「浦風」艦長に任命。1928年12月、水雷学校教官に任命。1930年3月、呉工廠魚雷実験部員に任命。1930年11月、第25駆逐隊司令に任命。1932年5月、第10駆逐隊司令に任命。1932年12月1日、海軍大佐に昇進し、第十二駆逐隊司令に任命。1934年11月15日、阿武隈艦長に任命。1935年11月15日、水雷学校教頭に任命。
1937年12月1日、金剛艦長に任命。当時、大変な無作法をした初級士官を怒鳴りつけながらも赦し、この士官は栗田のためなら「命は要らん」と泣きながら語った。1938年11月15日、少将に昇進し、第一水雷戦隊司令官に任命。1939年11月25日、第四水雷戦隊司令官に任命。

### 太平洋戦争

#### 第一段作戦
1940年11月1日、第七戦隊司令官に任命。1941年12月8日、太平洋戦争開戦。南遣艦隊(司令長官：小沢治三郎中将)指揮下でマレー作戦に参加。9日の英東洋艦隊への触接を夕方まで続ける。その後ボルネオ攻略戦に参加。1942年1月、アナンバス攻略作戦を支援。2月、パレンバン攻略を支援。
1942年1月28日、バタビア沖海戦が生起した。
今村均陸軍中将が指揮する帝国陸軍第16軍が上陸したバンタム湾は狭隘で暗礁が多く、その中に日本の輸送船、護衛の第3護衛隊（第五水雷戦隊基幹）の艦艇がひしめいていた。暗夜、その中に第七戦隊の重巡4隻が突入するのは危険であり、救援に赴いた「最上」艦長も「戦闘海面は殊の外狭く、あちこちに島や暗礁があって暴れまわるにはすこぶる窮屈」と後に報告している。
3月、アンダマン攻略を支援。4月、インド洋作戦の一環で同海域で通商作戦を実施。ベンガル湾において、第7戦隊だけで10隻以上の戦果がある。5月1日、海軍中将に昇進し、インド洋から内地に帰還。

#### 第二段作戦
6月、ミッドウェー海戦に攻略部隊支援隊として参加。麾下の重巡三隈を失う。重巡「最上」と「三隈」の衝突後、この2隻を置き去りにして撤退行動を続けたことが問題とされた。一昼夜無線封止をしたため味方である連合艦隊司令部ですらどこに栗田部隊がいるかわからない状態になった。その後安全圏に退避した後に初めて位置報告をしている。その間に栗田が見捨てた重巡「三隈」は米軍機動部隊の追撃により撃沈され、最上・朝潮・荒潮は辛うじて自力で退避に成功している。
インド洋作戦などで、航空支援がない中小艦船が脆弱であることを日本側の現場指揮官達は良く知っていたが、連合艦隊は機動部隊が壊滅し制空権を失ったのに第七戦隊だけでのミッドウェー砲撃命令をだし、それもミッドウェーから90浬の近距離まで接近した頃に撤退を命令し、撤退に対する支援行動は一切行わなかった。更に第七戦隊3番艦「三隈」と第七戦隊4番艦「最上」」が衝突した(現地時間6月4日2時18分頃)際、栗田は2時30分にはこれを通報しているが、これに対する連合艦隊や上級司令部である第二艦隊からの指示や救援行動は一切なく、最初の指示は4時間も経過した6時25分であった。衝突時点で戦隊はミッドウェーから100浬程の地点におり、既に敵に発見されている状況(衝突したそもそもの原因は航行中に敵潜水艦タンバーを発見して回避行動をとった為)なので、夜明けとともに空襲を受ける可能性が高かった。
栗田は損傷の少ない「三隈」と艦首を失った「最上」だけでミッドウェー島から南西のトラック諸島へ避退するよう命じた（のちに6時25分の指示で栗田の指揮下にあった第8駆逐隊の駆逐艦2隻〈荒潮、朝潮〉を護衛に向かわせる事になるが燃料が欠乏しており、重巡から燃料を分けて急行させたため遅れた）。
栗田自身は作戦を継続すべく、無傷の第1小隊（熊野、鈴谷）を率いて連合艦隊主力部隊との合流を急いだ。これは第七戦隊は連合艦隊主隊に合同せよという命令が継続しており、栗田にはそれを行う義務があったからである。連合艦隊参謀長宇垣纏は「戦藻録」に「第7戦隊は全部集結して最上の護衛に当たるこそ望ましき次第」と書いているが、連合艦隊が集結命令を取消して救援を命じ、自身らも応援部隊を出さなかった、指示が遅れた事に関しても一切触れていない。また「三隈」と「最上」が米軍機動部隊に追撃され、「三隈」が撃沈されたのは、レイモンド・スプルーアンス少将が「三隈」を「空母か戦艦と誤認した」ためだった。大破した「三隈」の写真を見たスプルーアンスは「戦艦を爆撃した」とニミッツ提督に報告したことを後悔している。重巡三隈が撃沈された件に関して、ミッドウェー海戦における連合艦隊の責任や事故の直接原因（三隈と最上の信号誤認）を認めつつも、第七戦隊司令官として栗田にも責任があるとする意見もある。熊野艦長・田中菊松大佐は、栗田の戦意のなさに批判的である。
7月、第三戦隊司令官に任官。10月、ガダルカナル島ヘンダーソン基地艦砲射撃作戦を指揮。
ヘンダーソン基地艦砲射撃に栗田は反対の態度を示していた。この判断は当時の海軍軍人の常識（陸上砲台と艦船が砲撃しあうと、船体が揺れ不安定な艦船は不利で安定する陸上砲台が有利）では妥当なものである。実際日露戦争緒戦の連合艦隊と旅順要塞及び艦隊との砲撃戦や第一次世界大戦でのガリポリでの戦いでも戦艦からの砲撃は陸上の敵拠点を無力化できず、目的を達しえなかった。会議の席上でも栗田と同じく戦艦による陸上砲撃に反対を唱える者がほとんどであった。山本長官の「第三戦隊が行かないのであれば、私が大和を率いて突入する」という発言を受けて、栗田は作戦を引き受けるが、引き受けた以上は成功させるべく、全力を注いでおり、打ち合わせで会った奥宮正武(当時は第二航空戦隊参謀)は、初めて会った栗田が首席参謀の有田雄三中佐と共に強い自信を示していたと述べている。この作戦は戦艦を伴った砲撃作戦としては唯一の成功となった。
26日、南太平洋海戦に参加。1943年2月、ガダルカナル島撤収作戦であるケ号作戦を支援。
1943年8月、第二艦隊司令長官に親補される。海軍大学校甲種学生を経ずに司令長官に親補された数少ない人物の一人である（栗田の拝命した海大乙種は同期生の約8割が進み、高等数学など主に普通学を学ぶ課程である）。海大甲種を受験しているが、相次ぐ転勤と激務で知られる艦隊勤務のため、勉強の暇がなく、口頭試問で不合格になっており、栗田は「頭が悪かったんだな」と述べている。第二艦隊司令官に親補された時の心境について「じょうだんじゃない。ねえ。こんな野武士を……だめじゃないか。そう思ったね」と戦後述べている（予備役になれると思っていたという）。
11月、ろ号作戦に伴い、ブーゲンビル島逆上陸支援のため、第二艦隊主力を率いてラバウル入泊した際にラバウル空襲に遭遇した。同年勲一等瑞宝章を受章。1944年6月、マリアナ沖海戦に参加。その後、栗田の指揮する第二艦隊は一旦本土に戻ったものの、燃料事情を考慮してスマトラ島のリンガ泊地に移動し、捷号作戦に備えた艦隊訓練に当たった。

#### レイテ沖海戦
10月、日本は捷一号作戦を発動し、栗田はレイテ沖海戦で第一遊撃部隊を指揮する。
栗田に課せられた作戦内容は、大和・武蔵を含む戦艦7隻を指揮する栗田の第一遊撃隊がレイテ湾に突入し、砲撃によって、兵員・物資を揚陸中の米攻略部隊を撃滅すること。第二遊撃隊（志摩清英中将指揮）は栗田艦隊を支援し、空母機動部隊（小沢治三郎中将指揮）が米機動部隊を北方へおびき寄せて敵の航空戦力を削ぐとしていた。しかし、
栗田艦隊は、潜水艦の襲撃、同海戦におけるシブヤン海海戦を経て艦隊は大損害を受けた。
10月24日に旗艦である重巡洋艦「愛宕」が潜水艦雷撃で沈没し、栗田は第二艦隊司令部を「大和」に移した。石田恒夫(大和主計長)によれば、移乗してきた時から重苦しい雰囲気だったという。
続くサマール沖海戦で敵機動部隊の内一つを撃滅したと判断し、再度レイテ湾突入に向かうが、「ヤキ1カ」の地点にいる敵機動部隊を撃つとして反転。結局作戦目的を果たせず帰投した。この反転はのちに問題視され、「謎の反転」「栗田ターン」などと呼ばれていた。
同海戦に対する栗田の認識は次のような内容が残されている。
捷一号作戦（レイテ沖海戦を含む作戦）について「比島に敵の侵入があったら之に対する艦隊の作戦は最後的のものであると思っていた。（中略）敵の上陸妨害についてはガダルカナルの例もあり徹底的に敵の輸送船団を潰滅するを要すると思っていたが、彼我航空兵力の差から見て出撃当初から現地に到達して作戦成功の算は半分位であると考えていた様に記憶する、又希望する航空援助は充分望み得ないと思っていたのである」と語っている。また、直前の台湾沖航空戦における戦果の認識ついて、「此の航空戦の戦果について当初は相当の戦果を挙げたように思ったが、後からはまだ同一海域に敵が居る様な電報を傍受するに及んで如何にも腑に落ちない気持であった。それで当時私としては先ず戦果は半分位に見ておけば将来共にあまり支障はないものだろう位に考えていた」と述べているレイテ沖海戦については、「死ぬかも知れんとは思っても、これで死ぬという気は、どんなときにも起こらなかったですね」「戦略もだめだ。戦闘もだめだ。だけど行かなければならないんだ」。「それでも行かなければならなかった。中央突破のほか方法はなかった。敵のレイテ上陸をむかえて、1日を急いで、それを叩かなければならなかったのです」と語っている。サマール沖海戦については「私は現在戦っている敵は「ハルゼー」隷下の快速空母群であると思っていた」「尚第一戦隊司令官宇垣中将は当面の南方の母艦群以外に北方に敵らしい「マスト」を認め、之を攻撃の為に向首してはどうかと意見具申をしたが、自分は「レイテ」突入が遅れるので此の意見には同意しなかった」という。「レイテ沖合戦で私の確認した戦果は撃沈空母一巡洋艦一であった。又当時の状況に於いては第十戦隊の報告した誇大戦果(正規空母1隻撃沈、正規空母1隻大火災)も同戦隊が確認したものではないようであったが、之を否認する資料は持っていなかった。総じて私としては部隊の挙げた戦果は大した事なしと云う感であった」という。

##### 反転に関する議論
作戦目的である敵上陸部隊の殲滅に向かわず、反転を指示した事について、海戦直後から現在に至るまで様々な議論がある。非難の二本柱は、「栗田艦隊をレイテ湾に突入させるために犠牲となった陸海軍双方の多大な将兵の死を無駄なものにし、自分は生き残った」というものと、「絶対である（突入の）命令を守らなかった」というものである。特に小沢機動部隊の犠牲は栗田艦隊の反転によって全く無意味なものとなってしまった。反転については、栗田の臆病さ、または栗田の根本的無能力、つまり栗田は「戦略不適応」あるいは「作戦全体の戦略的目的と自分に課せられた任務とを十分に理解していたとはいえなかった」などの批判がある。これに対し、「栗田は作戦の目的や任務を理解していなかったのではなく、作戦と任務そのものに反対していた」と擁護する意見もある。また机上の論理を現場に押し付け、十分なバックアップを行なわなかった連合艦隊の責任が大きいとする意見もあり、海戦直後に書かれた大淀の戦闘詳報にもそうした指摘がある。一方で、反転の判断自体は正しい選択であったという主張もある。
野村実大尉は「栗田の反転は独断専行であったが正しかったとは言えない」としつつ、同時に「栗田は逃げたのではない」と述べている。「大和」艦橋で栗田の判断を見ていた石田恒夫(レイテ沖海戦時、大和主計長)は、「レイテ沖の反転は敵を求めての反転であり、長官の自信ある用兵、決断による作戦行動であったことは、かの激しい戦場にあった者のみ知るところでありましょう」と栗田の葬儀で述べている。小板橋幸策元海軍上等兵は、レイテに向かうまでの途中でシブヤン海や、サマール沖での戦いなど様々な不確定要素などもいろいろ加わった結果、弾薬や燃料の消耗も著しく、各艦艇の燃料消費量も考えた上での反転ではなかったかと語っている。アメリカ戦略爆撃調査団がレイテ沖海戦他について118問に渡って行った質問、及びその数年後GHQ参謀二課が行った聞き取りで、当時第三艦隊長官だった小沢治三郎は、海戦の計画の精緻さと頓挫について聞かれた際「あの場合の処置としては他に方法がなかった」と発言している。
栗田本人は批判に関して、「戦略も戦術も全然無視した問題だから、それをわれわれがやったことに戦術がどうだこうだといわれては、困る。私にも、あのときレイテに行ったほうが良かったと考えることはできる。しかし、それはあとから考えて、あのときマックがいたからとか、まだ輸送船の荷揚げが終わっていなかったからとか、だから突入したほうが良いという意味じゃないんです。つまり、当時の事情としてあの電報を信じてひき返したことが大きな作戦の齟齬をきたした。そういえるなら、電報がなければむろんのこと、あっても信じずにそのまま中にはいっていけば、これは大きな戦争目的にかなうというか、命令そのままを守ることになる。そうなれば、これは全滅してもですよ。一人も残らなくても、気持は安らかに眠れる。恐らく西村も同じ考えだったでしょう。突っ込めば助かりっこない。といって、敵を屈服させる力もない。それじゃ、逃げるかといえば、逃げたって自分にも国家にもなんの効果ももたらさない。しかし、突っ込めば、少なくともそのうちはいってくる私のほうの助けにはなる。少し早いけどやってしまえ……そんな胸のうちだったかもしれんと思います。敵情はわからない。どんな大物がいるかも知れぬ。そういう場合、敵とぶつかって全滅してしまえば、それで問題はなくなる。しかし、一隻のこったら、やはり命令は命令だから、その一隻でも行かなければならんのか。自分がやりもしないで……という反駁はしませんよ。しかし、結局は、こりゃあ命令違反かどうかということは裁判にかけないとわからんでしょうね」と語っている。
レイテ沖海戦中に起こったシブヤン海海戦後、一時反転した際、欺瞞を成功させるため、再反転報告を行動開始後数時間遅れて連合艦隊司令部に発信したが、連合艦隊司令部と小沢艦隊、栗田艦隊の行動の連携不足の一因として論議の対象になることもある。
パラワン水道を直進した件について栗田は、「パラワン水道を行かずに、西方の南沙諸島をまわれば、その付近には岩礁が多いので、敵潜水艦が出没せず、安全であることがわかっていました。だが、そうすれば、1日遅れるのです。その時間がなかったのです」と語っている。

##### 反転の動機
栗田は、反転の決断について「その日に受けた攻撃状況や、われわれの対空砲火がその空中攻撃に対抗できないという結論から、もしこのままレイテ湾に突入しても、さらにひどい空中攻撃の餌食になって、損害だけが大きくなり、折角進入した甲斐がちっともないことを私に信じ込ませた。そんなことなら、むしろ、北上して米機動部隊に対して小沢部隊と協同作戦をやろうということに追いついてきた」と語っている。反転の動機は艦隊決戦思想から出たものかという質問に対して、「いや、輸送船も叩かねばならぬと思っていました」と答えている。南西方面艦隊からの発信とされる北方機動部隊電報により反転したことについて「そのときの心境というものは、あとで考えてみても良くわからんものがある」「あの電報がなかったら、まっすぐレイテに行ったでしょうね。とにかく、ですよ。敵情はさっぱりわからん。それで、まだこっちにはこれだけ兵力が残っている。一方、レイテに行っても収穫は期待できない。そういうとき、敵がいるという電報がはいった。それじゃあ、ということになったわけですね」「あとから考えれば、ですがね。何だって見えもしないものを追って、……それも飛行機もないし、向こうもスピードを上げて逃げ回るのに……いってみれば、ハエタタキも持たずにハエを追うようなものじゃないか、といわれると、ちょっと困る」と語っている。また、「あれは三川が打ったんだよ。三川の電報だったので、俺は北へ行ったんだよ」という。「あれは偽物だったという話もあるようですが」と質問すると、不機嫌そうに答え、30海里なら追尾が可能で、当時相対したばかりの南方の敵部隊は雑魚だと思っていた旨を述べている。
9時11分追撃を中止しヤヒセ43に部隊集結を命じたことについて、GHQ参謀第2部歴史課陳述に栗田は「部隊に集合を命じたのは、レイテ湾突入の主目的達成を考えたからである。敵機動部隊は二時間以内に戦場に到着するという敵側情報も、当面の戦闘を早目に切り上げた理由の一つであった。当時、第一戦隊は敵魚雷回避のため針路北で航走したので、前方に進出していた軽快部隊と隔在し、かつ有効な敵の煙幕展張とあいまって敵情はほとんどわかっていなかった。したがって集合を発令しようとした直前のことであるが、第十戦隊から『我突撃に転ずる』むね電報があったので、その攻撃の終了の頃あいを見はからって、〇九一一集合を命じたのである」と答えている。
1955年、元海軍記者・伊藤正徳の取材で、栗田は反転の動機について、「あの時は非常に疲れていた」と語っている。パラワン水道にて最初の旗艦の愛宕が沈没した為、艦隊司令部要員は重油の漂う中を予備の旗艦に指定されていた大和に向けて移乗する事態に陥った。その後も戦闘が続き、サンベルナルジノ海峡を通過した際には夜戦を覚悟していた。そのためサマール島沖海戦後に反転を行った際、栗田をはじめ第一遊撃部隊司令部は連日休む暇も無かった。
この取材で栗田は「その判断も今から思えば健全でなかったと思う。その時はベストと信じたが、考えてみると、非常に疲れている頭で判断したのだから、疲れた判断だということになるだろう」と語り、伊藤に「そんなにつかれていたのか」と問われ、「その時は疲労は感じていなかった。しかし、三日三晩殆んど眠らないで神経を使った後だから、身体の方も頭脳の方も駄目になっていたのだろう」と答えた。「情報を手にして幕僚会議を開いて反転退却した真相は」と問われ、「その時は退却という考えはない。幕僚とは相談しなかった。自分一個の責任でやった。情報の正否を確かめる暇もなかったが、要するに敵の機動部隊が直ぐ近所にいると信じたのが間違いだった。（中略）いくら追っても捕まるわけはないのだが、それを捕捉して潰してやろうと考えたのが間違いだった。何しろ敵空母撃滅が先入観になっていたので、それに引摺られた」と答えている。（ただし、第二艦隊参謀長であった小柳冨次は、1945年10月24日、GHQでの陳述にて、栗田中将は幕僚会議で十分意見を述べさせたのか、それとも自分一人の所信で命令を下したのかをJames.A.Field予備少佐から質問された際、幕僚会議を開いて、決定は全員一致であった旨を回答している。）
ただし、伊藤の取材について栗田は不満を述べている。栗田は「あの男は、もう二〇年も会わないでいたとき、(伊藤と栗田は水戸中学の同期生)ひょっこりたずねてきて、じつはねえと聞くんだ。（中略）ノートもなにもとらずに、それでいて私のいったことはみんな書いている（中略）。疲れていたっていったのは、自分はちっともくたびれというものは感じていなかった。しかし、あの電報（南西方面艦隊電）をもっと分析して発信者、時間などを研究すれば、インチキと分かったかも知れない。そこまで頭がまわらなかったのは、自分ではそう思わなかったけれど、あるいはくたびれていて判断を誤ったというようなこともあったかも知れん、とそういう意味ですよ。これはだれにでもあることでしょ」と語っている。
作家の大岡次郎（海兵78期）は酒席（1970年頃）において栗田から「本当のことを話す。疲れていたというのは、言わされた。戦闘中に疲れることは決してない。戦闘中に疲れてしまう者に司令官を務める資格などありはしないのだ」と聞いたという。黛治夫海軍大佐は「疲れて判断を誤るということは絶対にないね。三日三晩、一睡もしないということは戦前の訓練でもよくあったことだし、まして戦闘情況の中では疲れを覚えるどころか、頭はますます冴えてくるものだ。事実、レイテへ行ったときのわたしはそうだった」と述べている。反転について正しかったとする立場から論じた際に、世間の風当たりを考慮して、疲労説を誘導するような状況があったという伝聞もある。作家の半藤一利は、この発言を引き出したのは伊藤の著書の出版を記念した伊藤宅での天ぷらを食す小パーティであったとして、栗田を嘘つきと主張している。また、栗田艦隊が反転を「事実を捏造して隠蔽するため」と主張している。
シブヤン海海戦後に反転した際、大谷作戦参謀発案のアメリカ軍に対する欺瞞として、栗田艦隊司令部は二四一六〇〇電で「今迄の処航空索敵攻撃の成果も期し得ず。逐次被害累増するのみにて無理に突入するも徒に好餌となり、成果記し難し。一次敵機の空襲圏外に避退、友隊の戦果に策応進撃するを可と認む」と発信した。これは味方にも完全な避退と解釈されやすい文面である。
栗田は「少しくどかったね」「部隊が反転後敵の空襲は絶えたので私は速に、「サンベルナルヂノ」海峡の入口に到る予定で反転を命じた。幕僚の中には連合艦隊からの返電を待つべき意見もあったが私は断乎（だんこ）反転前進の方策を執ったのである。此の時参謀長から「又行くのですか」との反問を受けた事は今でも明瞭に記憶している」という。
戦後に第一回フィリピン方面海上慰霊巡拝団に参加した際、戦艦武蔵信号部先任下士官だった細谷四郎に対し、「北方ニ敵大部隊アリ」は陸軍索敵機がサマール沖の栗田艦隊を米機動部隊と誤認し、陸軍司令部を通さず大和に直接送信してきたものだと語ったという。レイテ沖海戦の反転の原因になった電報を栗田の頭の中に存在した幻想とする主張もある。
大和主計長で当時艦橋にいた石田恒夫少佐によれば、「参謀長、敵は向こうだぜ」という宇垣の指摘に対し、栗田は「ああ、北へ行くよ」と答えたという。大谷藤之助参謀が「参謀長、回れ右しましょう」と進言し、小柳富次参謀も同様に栗田に進言、栗田が頷いた瞬間、宇垣が振り向いて「参謀長〜」「北へ〜」のやりとりになったという。このやり取りから「宇垣は港湾突入すべきだと思っていた」という主張もあるが、栗田艦隊がサマール沖海戦を終えて南下を再開した直後、大和の見張り員から「北東方面に数本のマスト発見」という報告が上がり、第一戦隊の末松虎雄参謀も確認したので宇垣第一戦隊司令から「北東の敵を討つべく直ちに反転すべき」という意見具申もでたが、栗田はレイテ湾への進撃を継続させたという主張もある。
この直後、「ヤキ1カ」電の報告があり、第二艦隊司令部は南下を止めて北上する決断をした。宇垣のこの発言は先程の決断を直ぐに翻した艦隊司令部の判断を不満に思い「参謀長〜(北にいた敵よりも港湾にいる敵を優先するのではなかったのか？)」の発言へとなった。
石田少佐によれば、宇垣の「参謀長、敵はあっちだぞ」に対し、栗田は「いや、貴官の進言通り、北東の機動部隊に向かう」と答え、栗田は宇垣の進言も考慮して反転北上したとしている。
大和副砲長として艦橋にいた深井俊之助は戦後、宇垣が「南へ行くんじゃないのか」と言いながらプリプリしていたと証言している
GHQ参謀第2部歴史課陳述にて、栗田は「小沢部隊が敵の快速空母の全グループを北方に牽制しつつあると云ふ情報はその片鱗すらも私の耳に入らなかった。今でも明瞭に覚えてゐる事は二十五日夕、部隊がサンベルナルジノ海峡に入る前、小沢部隊の戦況を報ずる電報を見た。私はこのとき、折角の小沢部隊の奮戦であるけれど今となってはもう時期遅れだと思った。大和の戦闘詳報によると一二時過ぎと一四時過ぎに小沢部隊の電報を受領してゐるが、私は部隊がレイテ湾突入を中止した前後にこのやうな電報は聞いた記憶がない」と証言している。一二三一電機動部隊本隊戦闘速報を大和で14時30分に受信し、内容は小沢艦隊が空襲を受けている事を述べていたが、その時栗田は「この電報が、いままで私のところへとどかなかったのはどういうわけか。着信してから、なぜこんなに遅れたのか。まだほかにないか」と言ったという。

#### 海軍兵学校長
1945年1月10日、参内。昭和天皇から、レイテ沖海戦での功績に対するねぎらいの言葉を賜わる。
1月15日、海軍兵学校長に補される。栗田は最後の海軍兵学校長となった。この人事について、戦後に高木惣吉少将は「レイテの敗将を兵学校の校長に据えた」と批判した。これに対し、奥宮正武中佐は、「戦争の初期をのぞいて、第一線部隊の主要指揮官で敗将でなかったわが国の提督は皆無」と指摘している。
当時の兵学校生徒では、77期生の鎌田芳朗は、栗田について「敗軍の将ではない」と述べている。晩年の栗田の住まいの近くに住んでいた78期生の大岡次郎は、栗田を「不世出の大提督」「類希なる名将・勇将」と評している。寺崎隆治大佐は「大岡次郎さんのように、栗田健男さん名将、とか何とかで発表していますけども、あれはあんまり極端じゃないかと。見方によって色々な点があると思いますが。名将栗田健男というような点は、あまり僕なんかは賛成しないですね」と述べている。

### 戦後
8月15日の終戦の後、10月5日に予備役編入。
米国戦略爆撃調査団、日本海軍技術調査団、GHQ参謀第2部歴史課など占領軍から質問を受けて供述しており、その記録は後に公開されている
日本海軍技術調査団より、栗田がレイテ沖海戦で指揮した大和型戦艦の主砲口径を問われて「知りません」と答えている（天号作戦時の第二艦隊砲術参謀・宮本鷹雄も米軍調書NAV第50号において同様の回答をしており、機密保持に厳しかった同艦の戦闘力を知らない高級士官は多くいた）。
「職業軍人」が公職追放され、かつ軍人恩給の支給が停止されていた期間、収入を絶たれた帝国海軍の将官クラスに多くの人から支援がなされた。栗田にはそうした支援が一切なく、軍人恩給の復活（1953年（昭和28年）8月1日）まで、大学講義録のガリ版筆耕などで糊口を凌いだ。
栗田は、海兵同期の三川軍一中将とは戦後も仲が良かった。ジャーナリズム関係、特に物を書く人間に対しては、厳しい態度を崩さなかった。大岡次郎（海兵78期）へ自身の伝記を書くよう薦めた際にも、「雑誌記者は信用できない」とも述べている。戦後取材に消極的であることについて「弁解すればするほど自分を下げる。そうでしょう。〈知る人ぞ知る〉ですよ。南雲みたいに死んでいればね。こりゃせいせいした気持ですよ」と語っている。
『丸』昭和32年11月号には栗田の証言が掲載されている。作家の児島襄はレイテ沖海戦について取材を行った際、同じ海兵38期の土田斉の助力により3回に渡っての取材が実現し、『悲劇の提督』に証言を掲載した。
水交会が復活してからは寄稿も行った。太平洋戦争を題材にしたテレビアニメ『アニメンタリー 決断』（初回放送は1971年4月 - 9月）が放送された際に、新名丈夫はその企画中で発行された『決断　VOL.3』にて栗田との会見に成功した。
1971年4月、第一回フィリピン方面海上慰霊巡拝団が結成され、栗田も参加した。同慰霊巡拝団はさくら丸（大阪商船三井）をチャーターし、海上戦跡を慰霊した。栗田は2年に一度、靖国神社への参拝を欠かさなかった。
家族に対して海軍時代のことは一切語らず、孫には優しく接し、叱ることはなかった。麻雀も嗜んだ。レイテ沖海戦にまつわる推理本が世に出回るようになると、孫の目にはプライドを傷つけられているように見えたという。
栗田が「もうどこかへいってしまいたい」と発言していたとする本もある。
1977年12月19日、兵庫県西宮市にて死去。享年88。
作家のエヴァン・トーマスはニューズウィーク記者の高山秀子をパートナーとして関係者への働きかけを行い、栗田の遺族や旧交を持つ関係者などとの会食、取材が実現した。その成果は『レイテ沖海戦1944―日米四人の指揮官と艦隊決戦』として書籍化された。ただし、栗田が生前に残した証言については『レイテ沖海戦1944』はほとんど紹介せず、戦後寡黙を貫いたように描かれている。

## 人物
- 駆逐艦長6回、駆逐隊司令3回、艦長2回、水雷戦隊司令官2回、戦隊司令官2回の経歴がある[63]。
- 好きなものは野球であり、戦後は阪神タイガースを応援していた[35]。
- 剣道に優れ、海軍部内では居合の達人として知られた[4]。
- 連合艦隊参謀長を務めた草鹿龍之介中将は栗田を「非常な猛将」と評している[64]。
- 奥宮正武中佐は、栗田の関わった作戦のほとんどが「制空権無き場所で長時間、長距離にわたって艦隊運用を行う」ことが前提にあることを指摘し、栗田が太平洋戦争で中央の作戦の尻拭いばかりさせられていたことを説明し、「長期に渡る第一線部隊での努力」が理解されていないと述べている[52]。
- 部下であった吉田俊雄によれば、「私は大学校を出ていない。君達は出ているから、作戦の段取りは君達でやってくれ」と語っていたという[65]。
- 昭和40年代半ば、帝国海軍の将官クラスが未だ健在であった時期に、多数の海軍関係者に取材を行った作家の亀井宏によれば、知名度の高い海軍関係者で、栗田を表立って批判する者は皆無に近かった[59]。さらに亀井は、軍人が戦後になって「内心は反対だった」と言った発言をするケースを「あまり上等な人間のすることではない」とし、続けて簡単に反省されたのでは戦死者は浮かばれない、腹を切るか、弁解せずに黙っている方がより正しい姿勢である旨を述べて栗田を擁護し、栗田等一部日本軍指揮官への批判的評論に関して、一般社会と組織内での人物評の落差や、その組織人たる軍人も、文章力やアピール度合いに大きな差があることに注意を促している[54]。
- 栗田に関して戦闘に積極性が欠けることについて批判がある。
  - 中島親孝中佐は、栗田について「肝心なときにいなくなる。」と評している[66][67]。
  - 吉田俊雄中佐は、環境の厳しい海に居続けたことが、栗田の危ない橋を渡らない、合理的感覚の形成に寄与した可能性を指摘している。
  - 一方、古村啓蔵少将は怒りをあらわにして「あの戦争中栗田さんのとった行動というのはね、あれは部下に無駄な死をあたえまいとする情からきているのですよ。情の厚いひとですからね。レイテなんて、あれは一種の"特攻"ですからね。栗田さんほどの人を殺すためには、GF（聯合艦隊）もそれ相応の挨拶があってしかるべきですよ。長官自身（当時は豊田副武大将）が乗って突っ込めゃいいんだよ。自分が戦死したら、かわりの者がいないだろうというかも知れんが、冗談じゃない。かわりくらいいくらでもいるよ。」と語っている[59]。
  - 佐藤清夫大尉は「レイテ沖海戦での行動を含めた栗田批判は強い語調でなされているものがあるが、その反面実証性に乏しい主張をしたにもかかわらず、自責や考えの変化を表明するといった動きはほぼ見られない」と指摘している[68]。
  - 奥宮正武中佐や、黛治夫大佐（レイテ沖海戦時の利根艦長）は、海大甲種では無かった栗田に、海大甲種卒の人間が責任を押し付ける向きがあったことを指摘している。
- 栗田が第三戦隊司令官であったとき同戦隊の通信兼航海参謀であった市来崎秀丸は栗田について次のようなことを書いている[69]。
  - スポーツ万能で、水泳は水府流の達人、テニスもうまく、体操の鉄棒が上手で弓道も達人であった。中学時代は野球の選手で大学からの勧誘を受けたらしい。
  - 相撲が好きで、後甲板で行なわれる練習を見て楽しんでいた。
  - 話好きであった。
  - 部下の艦長の操艦をよく見ていた。

## 年譜
（秦 2005, p. 204, 第1部 主要陸海軍人の履歴-海軍-栗田健男）
- 1889年4月28日 茨城県水戸市に生まれる。水戸中学校（現在の茨城県立水戸第一高等学校）を経て海軍兵学校に進む。
- 1910年7月18日 海軍兵学校卒業（38期）。
- 1911年

3月 巡洋艦「新高」乗組。
12月 海軍少尉に任官、通報艦「竜田」乗組。
- 1912年12月 水雷学校普通科学生。
- 1913年

5月 砲術学校普通科学生。
12月 海軍中尉に進級。戦艦「薩摩」分隊士。
- 1915年3月 駆逐艦「榊（初代）」分隊士。
- 1915年6月 巡洋艦「磐手」分隊士。
- 1916年

10月 佐世保海兵団分隊長。
12月 海軍大尉に進級。巡洋艦「利根 (初代)」分隊長。
- 1917年

駆逐艦「樺（初代）」分隊長。
12月 海軍大学校乙種学生。
- 1918年12月 水雷学校高等科学生卒業。駆逐艦「峯風」水雷長。
- 1919年6月 第五戦隊参謀。
- 1920年

3月 駆逐艦「矢風」水雷長。
6月 駆逐艦「羽風」水雷長。
12月 「時雨 (初代)」駆逐艦長。
- 1921年

8月 「追風 (初代)」駆逐艦長。
9月 第四戦隊参謀。
11月 水雷学校教官。
- 1922年12月 海軍少佐に進級。
- 1924年12月 第二号駆逐艦長。
- 1925年12月 「萩（初代）」駆逐艦長。
- 1926年12月 「浜風（初代）」駆逐艦長。
- 1927年12月 海軍中佐に進級。「浦風（初代）」駆逐艦長。
- 1928年12月 水雷学校教官。
- 1930年11月 第25駆逐隊司令。
- 1932年5月 第10駆逐隊司令。
- 1932年12月1日 海軍大佐に進級。第十二駆逐隊司令。
- 1934年11月15日  巡洋艦「阿武隈」艦長。
- 1935年11月15日 水雷学校教頭。
- 1937年12月1日 戦艦「金剛」艦長。
- 1938年11月15日 海軍少将に進級。第一水雷戦隊司令官。
- 1939年11月25日 第四水雷戦隊司令官。
- 1940年11月1日 第七戦隊司令官。
- 1942年

5月1日 海軍中将に進級。
7月 第三戦隊司令官。
- 1943年

7月 出仕。
8月 第二艦隊司令長官に親補される。
- 1945年

1月 海軍兵学校長。
10月 予備役。

## 栄典
- 1937年（昭和12年）6月15日 - 正五位
- 1942年（昭和17年）5月15日 - 従四位

## 演じた俳優
- 安部徹-「連合艦隊」（1981年8月公開、監督：松林宗恵、特技監督：中野昭慶）